# Secretaria de Estado das Artes e Cultura de Timor-Leste
| Secretaria de Estado das Artes e Cultura de Timor-Leste |                |
| Díli                                                    |                |
| Atual ministro                                          | Teófilo Caldas |
| D. ^ Desmembrado do Ministério do Esporte e Turismo     |                |

A Secretaria de Estado das Artes e Cultura de Timor-Leste é um órgão do governo de Timor-Leste, pertencente a estrutura do Ministério do Turismo, Artes e Cultura, que tem como competência de organizar as políticas governamentais de voltadas para as manifestações e patrimônio cultural de Timor-Leste.
É a pasta encarregada, por exemplo, por projetos como o da construção da Biblioteca Nacional de Timor-Leste e da Academia de Artes e Indústrias Criativas Culturais de Timor-Leste entidade criada em 9 de maio de 2012 pela Resolução do Governo N° 12/2012.

Maria Isabel de Jesus Ximenes, ex-titular do cargo.

## Lista de secretários
- Maria Isabel de Jesus Ximenes[4] do V ao VII Governo Constitucional de Timor-Leste
- Teófilo Caldas, no VIII Governo Constitucional